# Шаамирян, Шаамир Султанум
Шаамир Султанум Шаамирян (арм. Շահամիր Սուլթանում Շահամիրյան; 1723, Исфахан — 1798, Мадрас, Британская Индия,) известный также как Шамир-ага, — армянский общественный деятель, писатель и просветитель.

## Биография

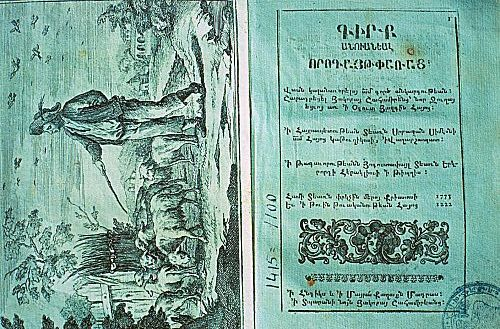
Первый лист издания «Западни честолюбия» (Конституции) Шаамиряна, 1773 год

Предки Шаамира Шаамиряна происходили из области Нахичевань Восточной Армении, откуда были депортированы в Персию шахом Аббасом в 1605 году. Родился Шаамир Шаамирян в 1723 году персидском городе Новая Джульфа, основанном в 1605 году нахичеванскими армянами. Переселился в Индию, где после долгих странствований окончательно поселился в Мадрасе. Занимаясь сначала ремеслом портного, потом торговлей драгоценными камнями, стал одним из состоятельных людей Мадраса. Став богатым купцом, вёл торговлю в Индии. В 1770 — 90 годах возглавлял армянский патриотический кружок в Мадрасе, членом которого был Мовсес Баграмян, и основанную им в 1771 году типографию.
Шаамирян развивал идею освобождения Армении от иранского и турецкого господства посредством народной революции, утверждал, что лишь в союзе с Россией Армения может обрести и сохранить национальную самостоятельность. Его Мадрасским политическим кружком была разработана «Южная программа» будущего устройства Армении, как альтернатива «Северной программе», разработанной армянами России Лазаревым и Аргутинским. В «Южной программе» основная роль в борьбе против турецко-иранского господства отводилась карабахским меликам. При всей разности программ «северян» и «южан», их объединяло то, что освобождение Армении должно произойти при помощи русской армии, а будущее армянское государство должно находиться в вечной дружбе с Россией. Шаамирян также считал царя Грузии Ираклия II потенциальным союзником в деле освобождения Армении. По этой же причине в предложенной Шаамиряном республиканской конституции указывается, что член старых армянских царских династий может быть избран лидером Армянской республики пожизненно. Ираклий был членом династии Багратионов, связанной с династией Багратидов, которая в средном веке правила Армению. Ираклий, отвечая на предложения Шаамиряна, наградил его титулом князя и пожаловал ему область Лори. Шаамирян рассматривал Лори как возможное ядро будущей армянского государства.
Будучи одним из лидеров армянского национально-освободительного движения, Шаамирян объединил вокруг себя представителей интеллигенции, стоявших на республиканско-демократических позициях. В публицистическом труде «Западня честолюбия» Шаамир изложил республиканские принципы, которые должны стать основой государственного строя будущей свободной Армении, попутно подвергнув критике феодально-монархические порядки. В частности, он провозглашал, что все люди, независимо от происхождения, национальности и пола, должны жить в свободе и равенстве. На титульном листе труда «Западня честолюбия» помечено 1773 год, хотя в действительности книга была опубликована позже, в 1787/88 году. И «Западня честолюбия», и «Новая книга, называемая увещеванием» были опубликованы под именем сына и соратника Шаамира Шаамиряна Акопа (умершего в 1774 году в Малакке), хотя автором «Западня честолюбия», за исключением введения, был сам Шаамир Шаамирян. Вопрос об авторстве труда «Новая книга, называемая увещеванием» является более спорным. Согласно одному мнению, «Новая книга, называемая увещеванием» была написана Мовсесом Баграмяном, а по другой версии — Акопом Шаамиряном.
Действия Шаамиряна и его соратников вызвало неодобрение армянского католикоса Симеона I Ереванского, который считал либеральные и светские идеи мадрасского кружка угрозой авторитету церкви. В 1776 году Симеон публично осудил и отлучил от церкви Мовсеса Баграмяна и написал предостерегающее письмо Шаамиряну, приказав ему закрыть мадрасскую типографию и уничтожить существующие экземпляры книги Баграмяна «Новая книга, называемая увещеванием». Деятельность мадрасской типографии прекратилась до смерти католикоса Симеона в 1780 году. В 1783 году была опубликована книга, написанная Шаамиряном «Ншавак», которая представляла собой предложенную общинную конституцию для армянской общины Мадраса по «республиканскому» принципу.
Умер Шаамир Шаамирян 13 июля 1787 года. Оставил в наследство 52 миллиона золотых франков и многочисленные владения, в том числе фабрики и табачные плантации в Малакке. Дети Шаамира в течение нескольких лет растранжирили отцовское состояние: старший сын Иван из-за неудачных операций и сделок обанкротился; Яков, которому достались табачные плантации, разорился и умер в долгах; Елиазар помешался и провёл остаток дней в одной из больниц построенных Шамиром; Иосиф проиграл в карты свою долю наследства

## Семья
У Шаамир Шаамиряна было четверо сыновей: Иван, Яков, Елиазар и Иосиф.

## Сочинения
- Западня честолюбия. Мадрас, 1788-89 (на титульном листе помечено 1773)
- Ншавак. Мадрас, 1783

#### На английском языке
- Aslanian S. D. Dispersion History and the Polycentric Nation: The Role of Simeon Yerevantsiʼs Girk or koči partavčar in the 18th century National Revival // Bazmavep. — 2002. — Vol. 160, no. 1–4. — P. 5—81.
- Hacikyan A. J. The Heritage of Armenian Literature: From the Eighteenth Century to Modern Times / A. J. Hacikyan, G. Basmajian, E. S. Franchuk, N. Ouzounian. — Detroit : Wayne State University Press, 2000.
- Oshagan V. Modern Armenian Literature and Intellectual History from 1700 to 1915 // The Armenian People from Ancient to Modern Times / Richard G. Hovannisian. — Detroit : Macmillan, 1997. — Vol. II.

#### На армянском языке
- Չոբանյան Պ. Ա. Հայ-ռուս-վրացական փոխհարաբերությունները ԺԸ . դարի երկրորդ կեսին. — Ս․ Էջմիածին : Մայր Աթոռ Ս․ Էջմիածնի հրատարակչություն, 2006.
- ՇԱՀԱՄԻՐՅԱՆ ՇԱՀԱՄԻՐ // ՄՈՆՈՊՈԼԻԱ-ՉԵՉԵՐԵԿ :  [арм.] / под ред. М. В. Арзуманяна. — Ереван : Главная редакция Армянской энциклопедии, 1982. — С. 417—418. — (Армянская советская энциклопедия : в 13 т. / под ред. В. А. Амбарцумяна ; 1974—1987, т. 8). — 100 000 экз.
- ՈՐՈԳԱՅԹ ՓԱՌԱՑ // ՄՈՆՈՊՈԼԻԱ-ՉԵՉԵՐԵԿ :  [арм.] / под ред. М. В. Арзуманяна. — Ереван : Главная редакция Армянской энциклопедии, 1982. — С. 647. — (Армянская советская энциклопедия : в 13 т. / под ред. В. А. Амбарцумяна ; 1974—1987, т. 8). — 100 000 экз.
- Շահամիրյան Հ. Գիրք անուանեալ Որոգայթ փառաց վասն կալանաւորելոյ ամենայն գործ անկարգութեան. — Թիֆլիս : Ն․ Աղանեան, 1913.
- Խաչատրյա Պ. Մ. Շահամիրյանները և Մայր Աթոռ Սուրբ Էջմիածինը // Հայ գրականությունը և քրիստոնեությունը / Ա․ Եղիազարյան. — Երևան : ՀՀ ԳԱԱ «Գիտություն» հրատարակչություն, 2002. — P. 111—123.